# Straw Dogs
Straw Dogs is een Brits-Amerikaanse thriller uit 1971 onder regie van Sam Peckinpah. Het scenario van de film is gebaseerd op het boek The Siege of Trencher's Farm (1969) van Gordon M. Williams. Componist Jerry Fielding verdiende met Straw Dogs een Oscar-nominatie voor zijn score.
Straw Dogs verdiende een reputatie vanwege het expliciete geweld en een uitvoerige verkrachtingsscène. Bij de preview-voorstellingen liepen een aantal bezoekers halverwege de film gechoqueerd weg. De ontvangst onder de critici in de VS was goed; die in het Verenigd Koninkrijk uitermate negatief. Qua bezoekersaantallen was dit precies omgekeerd. Straw Dogs was in Europa een groter succes dan in de VS. In het Verenigd Koninkrijk deed de film het nog beter in de bioscopen. Wereldwijd bracht de film 11,1 miljoen dollar op.
Op 16 september 2011 kwam er een gelijknamige remake uit van Straw Dogs, geschreven en geregisseerd door Rod Lurie. Een andere versie die in 2002 werd aangekondigd met John Polson voor de regie en Edward Norton in de hoofdrol, werd nooit concreet.

## Verhaal
Onderwijzer David Sumner gaat met zijn vrouw Amy op het Engelse platteland wonen. Ze hebben wat huwelijksproblemen. De plattelandsbevolking vindt de nieuwelingen maar een vreemd stel en stelt ze op de proef. Nadat ze David meelokken op eendenjacht, laten ze hem achter in een moeras waaruit hij zichzelf maar moet zien te redden. Een van hen gaat naar zijn huis en verkracht Amy.
De pacifistische leraar verdraagt het allemaal, tot een zwakzinnige jongeman uit het dorpje per ongeluk een meisje doodt. Hij wordt opgejaagd door de dorpsbewoners die hem willen lynchen en komt zo terecht in het huis van Sumner de leraar. Die verbergt hem in het gootsteenkastje. De dorpsbewoners pikken dit niet en zeker niet van een intellectueel uit de stad waar ze toch al niets van moeten hebben. Ze belegeren het huis van de Sumners om hun versie van het recht te laten geschieden. Er knapt iets in David. Geen grens gaat hem vanaf dat moment nog te ver om zich de gewelddadige groep van het lijf te houden.

## Rolverdeling
| Acteur         | Personage            |
| -------------- | -------------------- |
| Dustin Hoffman | David Sumner         |
| Susan George   | Amy Sumner           |
| Peter Vaughan  | Tom Hedden           |
| T.P. McKenna   | Major John Scott     |
| Del Henney     | Charlie Venner       |
| Jim Norton     | Chris Cawsey         |
| Donald Webster | Riddaway             |
| Ken Hutchison  | Norman Scutt         |
| David Warner   | "Henry Niles"        |
| Len Jones      | Bobby Hedden         |
| Sally Thomsett | Janice Hedden        |
| Robert Keegan  | Harry Ware           |
| Peter Arne     | John Niles           |
| Cherina Schaer | Louise Hood          |
| Colin Welland  | Reverend Barney Hood |

## Voorgeschiedenis

### Een Amerikaanse roman
Het scenario van Straw Dogs was gebaseerd op de roman The Siege of Trencher's Farm van Gordon M. Williams uit 1969. In september 1969 kocht productiemaatschappij Talent Associates de filmrechten van Gordon. Het was de bedoeling dat David Susskind het hoofd van Talent Associates, een film, gebaseerd op het boek, zou produceren voor ABC Pictures Corp.. De film zou worden opgenomen op locatie in New York en Québec. Als regisseur zou Charles Jarrott worden aangetrokken, terwijl John Hale het scenario zou schrijven. Maar deze productie stagneerde en in maart 1970 nam producent David Melnick de rechten over. Melnick besloot om de roman te verfilmen op de locatie die Williams in zijn boek had bedacht, Cornwall in Engeland. Voor de regie had hij een regisseur op het oog met wie hij al eerder had gewerkt, maar die niet bepaald gunstig bekendstond in Hollywood, Sam Peckinpah.

### Een verfilming in Engeland
Regisseur Sam Peckinpah was berucht in Hollywood vanwege zijn eigenzinnigheid, maar vooral vanwege zijn onvermogen een film op tijd en binnen het budget af te ronden. Warner Brothers had na de productie The Ballad of Cable Hogue in ieder geval schoon genoeg van de regisseur. Peckinpah had negentien extra draaidagen en een extra budget van 3 miljoen dollar nodig om de toch al chaotische productie af te ronden. Het contract met Sam Peckinpah werd niet verlengd en de regisseur zat zonder opdrachten. Het was producent Daniel Melnick die met het aanbod kwam om naar Engeland te komen voor de opnamen van Straw Dogs. Melnick kende Peckinpah nog van de productie van de tv-film Noon Wine (1966), een film die onverwacht succesvol was en Peckinpah terugbracht naar Hollywood, waarna hij The Wild Bunch kon regisseren. Peckinpah wilde, zoals hij dat altijd deed, eerst het scenario schrijven. Hij vroeg hulp aan toneelschrijver Harold Pinter, maar die vond het onderwerp van de roman te weerzinwekkend. Dus begon Peckinpah aan de klus met scenarist David Zelag Goodman.

## Scenario

### Thema
Bij het schrijven van het scenario ging Peckinpah rigoureus te werk. Hij vond de roman van Gordon Williams niet helemaal stroken met zijn ideeën over het thema, geweld tussen schijnbaar vredelievende burgers. Hij handhaafde het oorspronkelijke thema van een groep plattelandsbewoners die een jong stelletje uit de stad bedreigen, maar voegde daar een gewelddadige verkrachting en nog veel meer extreem geweld aan toe. Peckinpah liet zich inspireren door de boeken van Robert Audrey, "African Genesis: A Personal Investigation into the Animal Origins and Nature of Man" (1961) en "The Territorial Imperative: A Personal Inquiry into the Animal Origins of Property and Nations" (1966). Audrey stelt in deze boeken dat de mens altijd een carnivoor zal blijven, een roofdier dat strijdt voor zijn territorium. Samen met David Zelag Goodman ging Peckinpah aan de slag om dit thema in het scenario uit te werken. Ze handhaafden het idee van een Amerikaanse professor, David Sumner, die met zijn vrouw Amy een huis koopt in Cornwall. Ook handhaafden ze het idee dat David en Amy worden aangevallen door een groep lokale inwoners nadat David een kindermoordenaar aanrijdt en de man laat onderduiken in het huis. In het scenario van Peckinpah en Goodman wordt met name het geweld aangedikt. De wat slome jonge en pacifistische David Sumner groeit uit tot een roofdier dat zijn vrouw en territorium verdedigt met alle mogelijke middelen. Dat blijkt wel uit het feit dat David alle belagers letterlijk uitroeit, een goed voorbeeld van een primitieve mens die zijn territorium verdedigt.

### Omwerking van de roman
De roman "The Siege of Trencher's Farm" van Williams werd fors omgewerkt. In de roman draait het verhaal om George en Louise Magruder en hun achtjarig dochtertje Karen die komen wonen op Trencher's Farm in Cornwall. Peckinpah en Goodman lieten de dochter weg uit het scenario en wijzigden de namen van George en Louise Magruder in David en Amy Sumner. Ook is Amy in de film een stuk jonger en meer vrijgevochten dan Louise in de roman. George is in de roman een professor Engels die in Cornwall een boek wil afmaken, in de film is David een verlegen wiskundige die de chaos van het universiteitsleven in de VS omruilt voor een rustig bestaan in Cornwall. Amy is net als Louise Engels van geboorte, maar in de film heeft Amy meer banden met het dorpje waar ze gaan wonen, ze komt ervandaan en het personage Charlie Venner is in de film haar vroegere vriendje. In het boek is hier geen sprake van. Door de personages meer met elkaar te verknopen versterken de scenaristen het thema van de territoriumdrift. In de film werken Charlie Venner en zijn collega's aan de verbouwing van het huis van de Sumners, dit staat niet in het boek. De verkrachtingsscène, een van de meest kenmerkende scènes in de film, komt in het boek ook niet voor. Ander belangrijk verschil is het personage van Henry Niles. In het boek is Henry een pedofiel, die al eerder gemoord heeft, in de film is hij de dorpsidioot die vermoedelijk een meisje heeft aangerand en per ongelijk gedood. De tiener Janice Hedden uit de film ten slotte, is in de roman een achtjarig kind met emotionele problemen. De Schotse schrijver Gordon Williams was woedend over de omwerking van zijn roman. Hij was zo vol afschuw van het geweld en de verkrachting, dat hij zwoer de rechten van zijn boeken nooit meer aan een Amerikaan te verkopen.

### Titel
Peckinpah en Goodman wijzigden ook de titel van de roman van "The Siege of Trencher's Farm" in Straw Dogs. De nieuwe titel werd geïnspireerd door een zinsnede van de "Tao Te Ching" van de Chinese filosoof Laozi:
"Heaven and Earth are ruthless and treat the myriad creatures as straw dogs; 
the sage is ruthless and treats the people as straw dogs."
Een 'straw dog' is een van stro gemaakte hond die vroeger in China werd gebruikt als zoenoffer aan de goden.

## Acteurs

### David Sumner
Voor de rol van de gefrustreerde wiskundige Davis Sumner overwogen Peckinpah en Melnick diverse acteurs als Beau Bridges, Stacy Keach, Sidney Poitier, Jack Nicholson, Elliott Gould en Donald Sutherland. Maar uiteindelijk gaf de jongensachtige en verlegen uitstraling van Dustin Hoffman de doorslag. Hoffman had toen al de reputatie van een lastig acteur om mee te werken. Hij bemoeide zich ook bij Straw Dogs regelmatig met de audities, scenario en regie. Hoffman had besloten de rol aan te nemen omdat hij geïntrigeerd was geraakt door het karakter van het personage, een pacifist die uiteindelijk zijn oergevoelens niet kan onderdrukken en uit in extreem geweld.

### Amy Sumner
Het personage Amy is een van oorsprong Britse vrouw, dus werden diverse Britse actrices overwogen als Judy Geeson, Jacqueline Bisset, Diana Rigg, Helen Mirren, Carol White, Charlotte Rampling en Hayley Mills. Ook de toenmalige vriendin van Peckinpah Joie Gould was een kandidaat. Uiteindelijk werd de nog vrijwel onbekende Susan George uitverkoren. Haar toekomstige tegenspeler, Dustin Hoffman, zag de keuze voor George niet zitten. De acteur stak altijd veel tijd in de achtergrond van zijn personages en in zijn opinie zou een verlegen man als David Sumner nooit met de mooie en Lolita-achtige Susan George getrouwd zijn. Peckinpah en Melnick negeerden echter de opmerkingen van Hoffman.

### Andere rollen
De Britse acteurveteraan Trevor Howard kreeg de rol van Majoor Scott aangeboden, maar Howard weigerde, waarna T.P. McKenna het overnam. Voor de rol van Charlie Venner zag Peckinpah graag of Richard Harris of Peter O'Toole maar beide acteurs hadden geen interesse, waarna Del Henney de rol kreeg. De rollen van June Brown (als de vrouw van Hedden) en die van Chloe Franks (Emma Hedden) verdwenen uit de film. De scène waarbij ze met Amy (Susan George) de was doen, stond wel in het scenario, maar werd uiteindelijk niet verfilmd. Hetzelfde overkwam Michael Mundell die aanvankelijk was gekozen als Cawsey, de rattenvanger. Later werd besloten dat hij de rol van Bertie Hedden moest spelen in een scène met de dorpskinderen. De scène werd echter vanwege tijdsproblemen en budgetoverschrijdingen geschrapt en nooit gefilmd, waarmee ook de rol van Mundell verdween.

## Productie

### Opnamen
De opnamen begonnen op 7 januari 1971 en werden afgesloten op 29 april 1971. Voordat besloten werd om te kiezen voor Straw Dogs werd gewerkt onder werktitels als "Siege at Trencher's Farm", "The Siege of Trencher's Farm" en "The Square Root of Fear". Net als bij veel films van Peckinpah verliepen de opnamen chaotisch. De regisseur zelf bracht de productie in grote problemen door longontsteking op te lopen na een nacht doorzakken bij de zee bij Land's End met acteur Ken Hutchinson. Hij verbleef tien dagen in een ziekenhuis en producent Melnick dreigde hem te ontslaan als hij niet nuchter zou blijven gedurende de productie. Een aantal acteurs zorgden ook voor ongemakken. Zo hinkte acteur David Warner (Henry Niles) tijdens de opnamen niet omdat dit was omschreven in het scenario, maar omdat hij zijn been had gebroken in de aanloop van de productie. T.P. McKenna die majoor Scott speelde had zijn arm in een draagverband, een gevolg van een wild feestje met Peckinpah waarbij hij zijn arm brak. In de film wordt geen reden gegeven voor het draagverband. Peckinpah versleet ook drie cameramannen. De eerste werd ontslagen, de tweede nam zelf ontslag om godsdienstige redenen nadat hij het scenario had gelezen.

### De verkrachtingsscène
Voordat de opnamen begonnen liet Peckinpah Hoffman en George twee weken samenwonen in een huis. Hierdoor konden de acteurs meer aan elkaar wennen. Dit was zeker nodig gezien de soms zware scènes van de twee hoofdrolspelers. Met name Susan George had het moeilijk met de verkrachtingsscène. Volgens het scenario zou ze twee keer worden verkracht door respectievelijk de personages Venner en Scutt. Maar alles was nogal vaag in het scenario omschreven. Peckinpah weigerde aan George uit te leggen hoe hij de scène zou verfilmen. Ze bleef aandringen en hoorde tot haar afgrijzen dat de tweede verkrachting anaal zou zijn en dat hij beide verkrachtingen duidelijk in beeld wilde brengen. Hierop dreigde de actrice op te stappen. De regisseur ging uiteindelijk overstag en filmde beide verkrachtingen met de nadruk op het gezicht en de ogen van Susan George in plaats van op haar lichaam.

### Improvisatie
De tegenspeler van George, Dustin Hoffman had zijn eigen problemen. De acteur leefde zich graag geheel in zijn rol in en zocht manieren om zo natuurlijk mogelijk te acteren. Om zijn razernij goed te laten uitkomen als hij een man doodslaat die op de vloer ligt, vroeg hij kokosnoten om op te slaan. Restanten van de kokosnoten vlogen door de kamer en op de film is te zien dat een deeltje voor de camera langs vliegt. Andere scènes waren minder heftig. Als Hoffman in zijn rol van Sumner een kroeg binnenkomt moeten de andere acteurs wat vervreemd reageren. Peckinpah raakte gefrustreerd omdat hij niet de goede gelaatsuitdrukkingen zag, waarna hij Hoffman vroeg zijn broek uit te trekken. De hierop volgende opkomst van de acteur gaf gelijk de goede reactie. Een andere improvisatie kwam ook van Hoffman. Voor het einde van de film was oorspronkelijk een scène voorzien waarbij de kinderen van de gedode dorpsbewoners dreigen de belegering voort te zetten. Door tijd- en geldgebrek sneuvelde de scène. Dustin Hoffman improviseerde toen de zin: 'dat hij ook niet de weg naar huis kende'.

### Locaties
De film werd grotendeels opgenomen in Cornwall, Engeland, met name in de dorpjes St. Buryan, Lamorna Cove en St. Ives. St Buryan vormde de locatie voor het dorpje Wakeley (kerkhof, dorpsstraat en de pub). De boerenhoeve Tor Noon in Morvoh, Cornwall stond model voor Trencher's Farm. Studio-opnamen werden gemaakt in de Twickenham Film Studios, St Margarets, Twickenham, Middlesex, Engeland.

### Postproductie
De eerste editor van de film, een onbekend gebleven Engelsman, werd door producent Melnick ontslagen omdat de man bij de studio ging klagen dat het door Peckinpah geschoten filmmateriaal te grillig en onconventioneel was om te worden gemonteerd. Vervolgens wilde Peckinpah editor Lou Lombardo inhuren, met wie hij al eerder had gewerkt met The Wild Bunch, maar Lombordo was druk bezig met de montage van McCabe and Mrs. Miller. Volgens de Britse vakbondsregels mocht Peckinpah niet meer dan één Amerikaan inhuren. Dus werkten editors Roger Spottiswoode, een Canadees, en de Britten Tony Lawson en Paul Davies aan de montage, terwijl de Amerikaan Robert Wolfe werd aangesteld als 'montageconsulent'. Hij had de supervisie over de montage. Inmiddels was Peckinpah in de VS al begonnen met de preproductie van zijn volgende film Junior Bonner, waardoor de vier editors van Engeland naar Hollywood verhuisden om de film af te maken.

## Ontvangst
De film kreeg gemengde reacties bij het uitkomen in 1971. Met name de verkrachtingsscène, de sleutelscène in de film, moest het ontgelden. Peckinpah werd beschuldigd van het verheerlijken van verkrachting, sadisme en chauvinisme. Omdat het personage Amy bij de eerste verkrachting door Venner lijkt toe te geven aan haar verkrachting en het zelfs schijnt te waarderen (ze kust en streelt haar verkrachter) vonden critici dat hij met opzet de verkrachtingsmythe, "als het onvermijdelijk is, geniet er dan maar van", in stand hield. Andere critici waren juist van mening dat Peckinpah met de verkrachtingsscène laat zien hoe traumatisch dit seksueel geweld kan zijn. Het geweld in de film werd ook bekritiseerd, met als uitschieter dat Peckinpah een fascistisch standpunt inneemt, waarbij het individu het recht in eigen hand neemt. Voorstanders van Peckinpah wijzen er juist op dat het personage Sumner de onschuldige Henry beschermt tegen een lynchende menigte. Peckinpah zelf zag de film als een studie van geweld, waarbij hij zichzelf wilde genezen van zijn obsessies met geweld, voortkomend uit de menselijke tekortkoming om niet te communiceren maar er op los te slaan. Volgens hem is Sumner de echte schurk uit de film, de pacifist die blijkbaar gist van de onderdrukte gewelddadige gevoelens die tot explosie komen.

## Censuur

### Bioscoop
De British Board of Film Classification (BBFC) zag een werkkopie van Straw Dogs die nog niet was afgewerkt. Men stelde enige wijzigingen voor, zoals in de montage van de moord op Venner en de tweede verkrachtingsscène waarbij Amy anaal wordt verkracht. Nadat de aanpassingen waren verwerkt in de film werd de film vrijgegeven voor de bioscoop. Wel kreeg de film een X-status (alleen voor volwassenen). In de VS werden meer delen uit de verkrachtingsscène gehaald om een R-status te krijgen. (R=restricted, voor 17 jaar en ouder of 16 jaar en ouder, onder begeleiding van een ouder.)

### Video en dvd
Toen de studio de film in 1984 op video wilde uitbrengen, werd dit tegengehouden door de BBFC. Hoofd censuur James Ferman wilde drie minuten uit de verkrachtingsscène wegknippen, maar wist niet goed welke delen moesten verdwijnen. De film werd vervolgens op basis van de Video Recordings Act uit 1984 verboden voor video-uitgave. In 1987 deed men een nieuwe poging maar na een geweldexplosie in Hungerford (zie Bloedbad in Hungerford) werd de film opnieuw van video verbannen. Nog drie pogingen mislukten totdat de studio in 1999 het grootste deel van de tweede verkrachtingsscène verwijderde. In maart 1999 zou de video in deze vorm uiteindelijk uitkomen in het Verenigd Koninkrijk. Maar de BBFC hield de uitbreng weer tegen omdat nu de nadruk te veel zou liggen op het 'plezier' dat Amy aan de eerste verkrachting lijkt te beleven. In september 2002 kwam een ongecensureerde versie op dvd uit. Tegelijkertijd verscheen ook de video zonder wijzigingen.